# Vredeskerk (Venray)

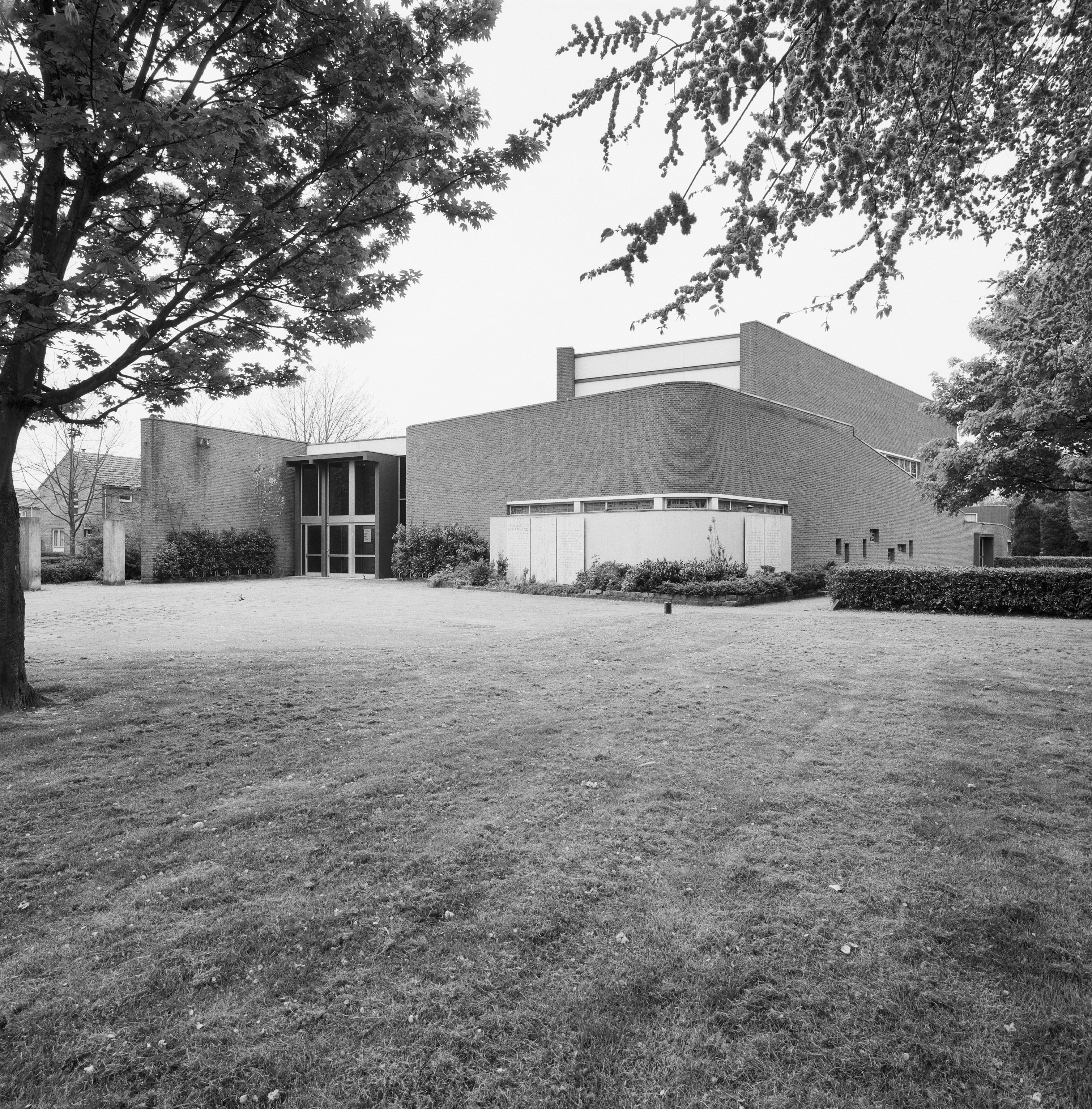
Christus Koningkerk

De Christus Koningkerk (beter bekend als de Vredeskerk), is een voormalige kerk aan het Kennedyplein in Venray.

## Geschiedenis
De Vredeskerk werd in 1964 gebouwd naar ontwerp van Theo Boosten. Het zou een kerk moeten worden voor alle gezindten: een ontmoetingspunt waar religieuze grenzen vervagen en de vredesgedachte centraal staat. De kerk zou tevens dienst kunnen gaan doen als congrescentrum voor internationale bijeenkomsten waar over vrede gesproken zou kunnen worden.
Pastoor Gerrits was de grote voortrekker bij de realisatie van de bouw van deze kerk die financieel mede mogelijk werd gemaakt dankzij belangrijke buitenlandse financiële bijdragen van vrienden en vijanden uit de oorlog. Op 25 oktober 1964 werd het kerkgebouw in gebruik genomen. Op het plein voor de kerk kwam in 1970 een Vredesmonument en een 17-meter hoge betonnen klokkentoren met 18 klokken.
Na het gereedkomen werd de kerk echter niet gebruikt als vredescentrum, maar voornamelijk als parochiekerk. Wegens het teruglopende kerkbezoek kon dit gebouw niet als kerk blijven gehandhaafd. De parochie werd in 1998 samengevoegd met de Paterskerk. Op 31 maart 2001 vond de afscheidsceremonie plaats in de kerk. Een sloopvergunning werd aangevraagd en verleend.

## Herbestemming
Dankzij protest en een daaropvolgend uitstel van eventuele sloop kon Thuiszorg Noord-Limburg een haalbaarheidsstudie laten uitvoeren aan de hand waarvan zij besloot haar kantoor te vestigen in de te verbouwen Vredeskerk. Architect Theo Verheijen uit Venlo maakte het ontwerp, waarbij de buitenschil nagenoeg ongewijzigd bleef. Ook het indrukwekkende glas-in-loodraam met vredesduiven van Eugène Laudy, evenals de kleurrijke glas-in-betonramen van Harrie Martens en zijn unieke kruisweg in de tegelvloer konden worden behouden.
Binnen onderging het gebouw wel een grote verandering. Er werden twee verdiepingen in aangebracht rondom een patio in het midden, die nodig was om voldoende daglicht te laten toetreden. In het gebouw is ook nog de eerste steen te zien die gelegd werd door Mgr. W. Cleven, wijbisschop van Keulen. De preekstoel is verwerkt in een tussenbordes van de trap in de gemeenschapsruimte. Deze ruimte bevindt zich in een gebouwhoog atrium in de halfronde zuidwesthoek.
De voormalige Vredeskerk is een gemeentelijk monument.